# بوب ماكليود (لاعب كرة قدم أمريكية)
بوب ماكليود (بالإنجليزية: Bob McLeod)‏ هو لاعب كرة قدم أمريكية أمريكي، ولد في 10 نوفمبر 1938 في سويتواتر في الولايات المتحدة.

## وصلات خارجية
- بوب ماكليود (لاعب كرة قدم أمريكية) على موقع مرجع كرة القدم المحترفة.كوم (الإنجليزية)